# Volcano (Kalifornia)
Volcano statisztikai település az USA Kalifornia államában, Amador megyében. Lakosainak száma 104 fő (2020. április 1.).

## Népesség
A település népességének változása:

| 2010 | 115 |
| 2020 | 104 |